# River Cherwell
Der River Cherwell [ˈt͡ʃɑːwɛɫ] ist ein 64 Kilometer langer Fluss, der die Kerngebiete von England durchfließt. Er ist einer der großen Zuflüsse der Themse.

## Verlauf
Der Cherwell entspringt in den Ironstone Hills bei Hellidon, drei Kilometer westlich von Charwelton nahe Daventry. Die allgemeine Fließrichtung des Flusses ist von Norden nach Süden. Er durchfließt Northamptonshire für ungefähr 15 Kilometer, bevor er bis zur Mündung in Oxford, die in zwei Arme geteilt ist, durch die Grafschaft Oxfordshire fließt.
Zwischen Cropredy und Thrupp bildet der Cherwell seit Ende des 18. Jahrhunderts ein Teilstück des Oxford-Kanals. Diese weitgehend künstliche Wasserstraße verbindet die Themse mit dem Coventry-Kanal.

### Quellgebiet
Unmittelbar nördlich der Quelle befindet sich der Helidon Hill, der gleichzeitig eine Wasserscheide ist. Auf der Südseite speist das Wasser den Cherwell, und damit die Themse, die in die Nordsee mündet; auf der Nordseite speist das Wasser den River Leam, der in den Fluss Avon mündet und über den Fluss Severn in den Bristolkanal, eine Bucht des Atlantischen Ozeans, fließt.